# Hybomitra
Hybomitra är ett släkte av tvåvingar. Hybomitra ingår i familjen bromsar.

## Bildgalleri

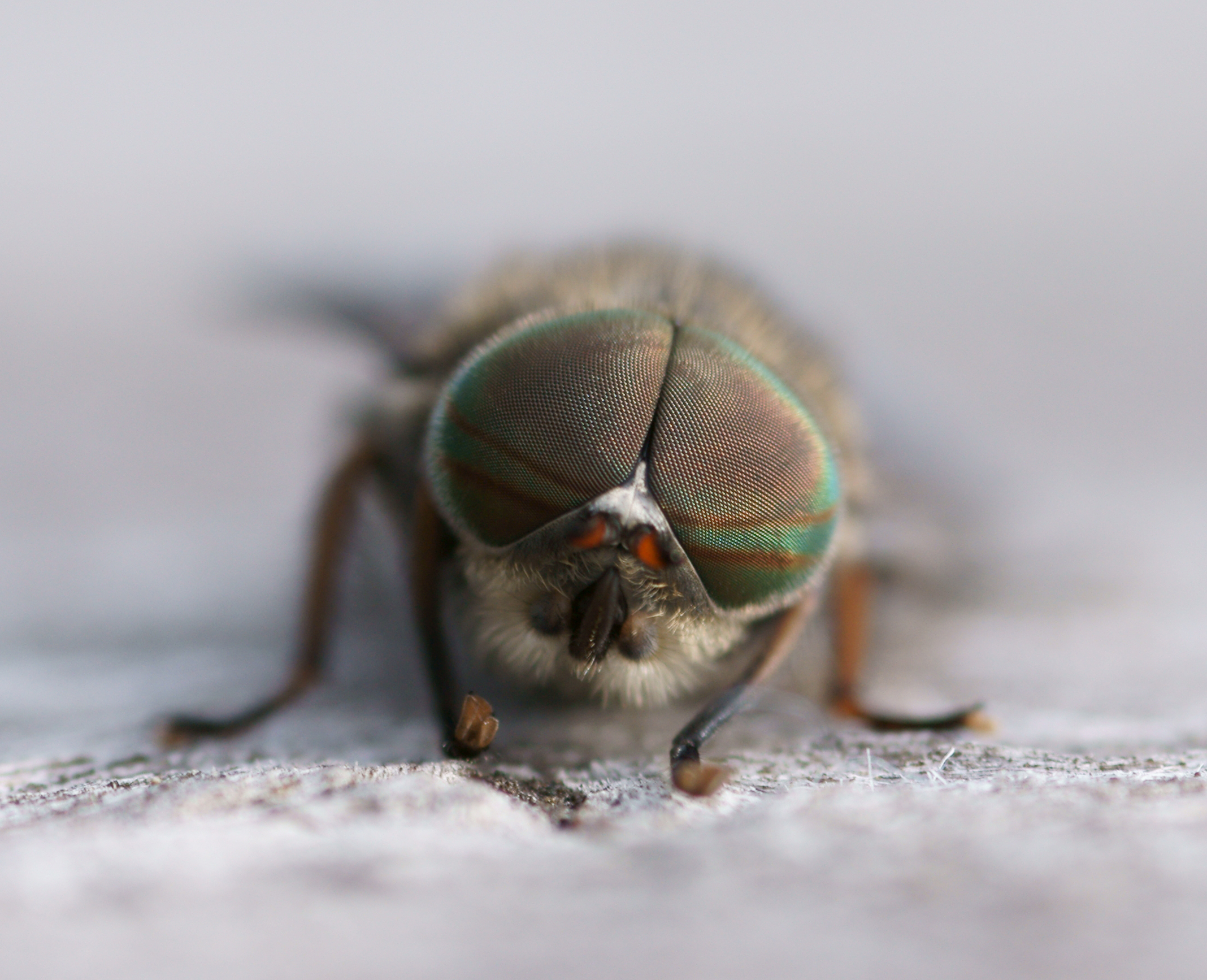

## Dottertaxa tillHybomitra, i alfabetisk ordning[1][2]
- Hybomitra aasa
- Hybomitra aatos
- Hybomitra abaensis
- Hybomitra acuminata
- Hybomitra adachii
- Hybomitra aequetincta
- Hybomitra afasciata
- Hybomitra affinis
- Hybomitra agnitionalis
- Hybomitra agora
- Hybomitra akiyamai
- Hybomitra aksuensis
- Hybomitra albicoma
- Hybomitra alegrei
- Hybomitra altaica
- Hybomitra alticola
- Hybomitra ampulla
- Hybomitra angolensis
- Hybomitra arpadi
- Hybomitra astur
- Hybomitra asturoides
- Hybomitra astuta
- Hybomitra aterrima
- Hybomitra atripalpis
- Hybomitra atritergita
- Hybomitra atrobasis
- Hybomitra aurilimbus
- Hybomitra auripila
- Hybomitra bagheera
- Hybomitra baphoscota
- Hybomitra barkamensis
- Hybomitra bhutanensis
- Hybomitra bimaculata
- Hybomitra borealis
- Hybomitra bouvieri
- Hybomitra brachybregma
- Hybomitra branta
- Hybomitra brantoides
- Hybomitra brennani
- Hybomitra brevis
- Hybomitra burgeri
- Hybomitra californica
- Hybomitra caparti
- Hybomitra captonis
- Hybomitra castaneocallosa
- Hybomitra caucasi
- Hybomitra caucasica
- Hybomitra chevalieri
- Hybomitra cincta
- Hybomitra ciureai
- Hybomitra confiformis
- Hybomitra criddlei
- Hybomitra cuspidata
- Hybomitra cyanops
- Hybomitra daeckei
- Hybomitra decora
- Hybomitra difficilis
- Hybomitra distinguenda
- Hybomitra eberi
- Hybomitra echusa
- Hybomitra enigmatica
- Hybomitra epistates
- Hybomitra expollicata
- Hybomitra fattigi
- Hybomitra ferus
- Hybomitra flavicoma
- Hybomitra fopingensis
- Hybomitra formosovi
- Hybomitra frenchii
- Hybomitra frontalis
- Hybomitra frosti
- Hybomitra fujianensis
- Hybomitra fulvilateralis
- Hybomitra fulvotaenia
- Hybomitra fuscomaculata
- Hybomitra gramina
- Hybomitra graminoida
- Hybomitra haidongensis
- Hybomitra harai
- Hybomitra hearlei
- Hybomitra himalayana
- Hybomitra hinei
- Hybomitra hirta
- Hybomitra hunnorum
- Hybomitra illota
- Hybomitra ishiharai
- Hybomitra itasca
- Hybomitra ivoi
- Hybomitra jersey
- Hybomitra kalatopensis
- Hybomitra kangdingensis
- Hybomitra kansuensis
- Hybomitra kansui
- Hybomitra kashgarica
- Hybomitra kasongoensis
- Hybomitra kaurii
- Hybomitra kavumuensis
- Hybomitra khazziarensis
- Hybomitra koidzumii
- Hybomitra kourii
- Hybomitra kozlovi
- Hybomitra kuehlhorni
- Hybomitra lamades
- Hybomitra lanifera
- Hybomitra lasiophthalma
- Hybomitra lhasaensis
- Hybomitra liorhina
- Hybomitra liupanshanensis
- Hybomitra longicorna
- Hybomitra longiglossa
- Hybomitra longipalpis
- Hybomitra lundbecki
- Hybomitra lurida
- Hybomitra lushuiensis
- Hybomitra lyneborgi
- Hybomitra macularis
- Hybomitra maculatus
- Hybomitra magimeli
- Hybomitra mai
- Hybomitra mailloti
- Hybomitra medeirosi
- Hybomitra media
- Hybomitra melanorhina
- Hybomitra mendesi
- Hybomitra mendica
- Hybomitra micans
- Hybomitra microcephala
- Hybomitra mima
- Hybomitra mimapis
- Hybomitra minshanensis
- Hybomitra minuscula
- Hybomitra montana
- Hybomitra morgani
- Hybomitra mouchai
- Hybomitra muehlfeldi
- Hybomitra muluba
- Hybomitra nigella
- Hybomitra nigricans
- Hybomitra nigricornis
- Hybomitra nigricorpus
- Hybomitra nitelofaciata
- Hybomitra nitidifrons
- Hybomitra noda
- Hybomitra nodifera
- Hybomitra nura
- Hybomitra obscurinervis
- Hybomitra ochroterma
- Hybomitra okayi
- Hybomitra olsoi
- Hybomitra olsufjeviana
- Hybomitra opaca
- Hybomitra osburni
- Hybomitra pagana
- Hybomitra paulisseni
- Hybomitra pavlovskii
- Hybomitra pechumani
- Hybomitra peculiaris
- Hybomitra pediontis
- Hybomitra phaenops
- Hybomitra pilosa
- Hybomitra plauta
- Hybomitra polaris
- Hybomitra popovi
- Hybomitra porgae
- Hybomitra portucalensis
- Hybomitra potanini
- Hybomitra procyon
- Hybomitra przewalskii
- Hybomitra pulchriventris
- Hybomitra quelenneci
- Hybomitra rara
- Hybomitra reinigiana
- Hybomitra rhombica
- Hybomitra rickenbachi
- Hybomitra robiginosa
- Hybomitra rotundabdominis
- Hybomitra rubrilata
- Hybomitra ruoergaiensis
- Hybomitra rupestris
- Hybomitra sachalinesis
- Hybomitra sareptana
- Hybomitra seguyi
- Hybomitra semipollinosa
- Hybomitra sequax
- Hybomitra severini
- Hybomitra sexfasciata
- Hybomitra shevtshenkoi
- Hybomitra shirakii
- Hybomitra shnitnikovi
- Hybomitra silicica
- Hybomitra sodalis
- Hybomitra sogdiana
- Hybomitra solstitialis
- Hybomitra sonomensis
- Hybomitra sousadiasi
- Hybomitra stenopselapha
- Hybomitra stigmoptera
- Hybomitra subcallosa
- Hybomitra subfasciata
- Hybomitra subomeishanensis
- Hybomitra subrobiginosa
- Hybomitra subvittata
- Hybomitra susurra
- Hybomitra svenhedini
- Hybomitra szechwanensis
- Hybomitra taibaishanensis
- Hybomitra takahasii
- Hybomitra tamujosoi
- Hybomitra tarandina
- Hybomitra tarandinoides
- Hybomitra tardigrada
- Hybomitra tatarica
- Hybomitra tetrica
- Hybomitra tibetana
- Hybomitra trepida
- Hybomitra tridentata
- Hybomitra trispila
- Hybomitra tropica
- Hybomitra tschuensis
- Hybomitra tsingvang
- Hybomitra tsuchimaensis
- Hybomitra tsushimaensis
- Hybomitra tuerkmendagensis
- Hybomitra turanica
- Hybomitra turkestana
- Hybomitra typhus
- Hybomitra ukrainica
- Hybomitra ussuriensis
- Hybomitra valenciae
- Hybomitra vexans
- Hybomitra vicinus
- Hybomitra vittata
- Hybomitra vulpes
- Hybomitra vuvang
- Hybomitra wyvillei
- Hybomitra yaoshanensis
- Hybomitra yushuensis
- Hybomitra zaballosi
- Hybomitra zancla
- Hybomitra zhaosuensis
- Hybomitra zonalis
- Hybomitra zonata
- Hybomitra zygota